# Cilapar
Cilapar is een bestuurslaag in het regentschap Purbalingga van de provincie Midden-Java, Indonesië. Cilapar telt 1644 inwoners (volkstelling 2010).